# Annunzio Paolo Mantovani
Annunzio Paolo Mantovani (Veneza, 15 de novembro de 1905 — Tunbridge Wells, Kent, 29 de março de 1980) foi um popular maestro de música instrumental italiano. Mantovani é geralmente mais associado a sua orquestra de gênero light do que a sua pessoa.

## Discografia

### Música popular
- Song Hits from Theatreland
- Music from the Films
- Waltz Encores
- Film Encores
- Gems Forever
- Continental Encores
- Film Encores, Vol. 2
- The Music of Victor Herbert and Sigmund Romberg
- The Music of Irving Berlin and Rudolf Friml
- The American Scene
- Songs to Remember
- Great Film Music (Music from "Exodus")
- Theme from "Carnival"
- Themes from Broadway
- American Waltzes
- Moon River
- Selections from "Stop the World - I Want to Get Off" and "Oliver"
- Latin Rendezvous
- Manhattan
- Folk Songs Around the World
- The Incomparable Mantovani
- The Mantovani Sound
- Mantovani Olé
- Mantovani Magic
- Mr. Music
- Mantovani/Hollywood
- The Mantovani Touch
- Mantovani/Tango
- Mantovani ... Memories
- The Mantovani Scene
- The World of Mantovani
- Mantovani Today
- From Monty with Love
- An Evening with Mantovani
- The Greatest Gift Is Love

### Música semiclássica
- Strauss Waltzes
- Concert Encores
- Operetta Memories
- Italia Mia, London
- Classical Encores
- The World's Great Love Songs
- Mantovani in Concert

### Músicas religiosas e cristãs
- Christmas Carols
- Songs of Praise
- Christmas Greetings